# Važa Zarandija
Važa (Ivan) Zarandija (abchazsky: Уажьа Иларион-иԥа Зарандиа (Važa Ilarion-ipa Zarandia), gruzínsky: ვაჟა ზარანდია; nar. 1. listopadu 1932) je abchazský politik a bývalý premiér (resp. Předseda rady ministrů) Abcházie. Premiérem byl během války v Abcházii v letech 1992 až 1993. Byl také poslancem abchazského lidového shromáždění.